# Anders Malm (bibliotekarie)
Anders Malm, född den 3 september 1853 i Östra Vemmenhögs socken, Malmöhus län, död den 27 februari 1936 i Lund, var en svensk biblioteksman. Han var måg till Carl Wilhelm Skarstedt. 
Malm avlade filosofie kandidatexamen vid Lunds universitet 1885 med nordiska språk som huvudämne. Han blev extra ordinarie amanuens vid Lunds universitetsbibliotek 1886, andre amanuens 1900 och andre bibliotekarie 1909. Malm var medlem av redaktionen för Svenska akademiens ordbok 1895–1929 och förste bibliotekarie vid universitetsbiblioteket 1910–1920. Han utgav Lunds universitets matrikel (1898–1899 tillsammans med Carl af Petersens, nya upplagor 1913 och 1925 tillsammans med Per Wilner). Malm blev riddare av Nordstjärneorden 1922. Han vilar på Norra kyrkogården i Lund.